# Jelena Rigert
Jelena Aleksandrovna Rigert (ryska: Елена Александровна Ригерт, född Prijma Прийма), född 2 december 1983 i Rostov-na-Donu, är en rysk friidrottare som tävlar i släggkastning.
Prijma deltog vid VM 2007 i Osaka men tog sig då inte vidare till finalen. Vid Olympiska sommarspelen 2008 lyckades hon att ta sig till finalen och slutade där på tionde plats med ett kast på 69,72 meter.

## Personliga rekord
- Släggkastning - 71,75 meter